# پرواز شماره ۵۴۰ لوفت‌هانزا
پرواز شماره ۵۴۰ لوفت‌هانزا (به انگلیسی: Lufthansa Flight 540) یک پرواز از فرانکفورت به مقصد ژوهانسبورگ بود که با ۱۴۰ مسافر و ۱۷ خدمه بودند، در تاریخ ۲۰ نوامبر ۱۹۷۴ در نایروبی دچار سانحه شد و ۵۹ نفر جان باختند.